# The Color of Money
The Color of Money is een Amerikaanse film uit 1986 die geregisseerd werd door Martin Scorsese. De film is een sequel van The Hustler (1961) en werd gebaseerd op de gelijknamige roman van schrijver Walter Tevis. De hoofdrollen worden vertolkt door Paul Newman, Tom Cruise en Mary Elizabeth Mastrantonio. Newman, die voor de film opnieuw in de huid kroop van het personage "Fast Eddie" Felson, won een Oscar voor zijn vertolking.

## Verhaal
"Fast" Eddie Felson is nu een gepensioneerde poolspeler en verdient geld als drankhandelaar. Door zijn job vertoeft hij nog steeds in verschillende poolzalen, waar hij fungeert als geldschieter voor talentvolle spelers. Hij is bovendien ook zelf de eigenaar van een poolzaal.
Op een dag ontdekt hij de jonge Vincent Lauria. Vincent is een impulsieve maar talentrijke speler. Hij is een ruwe diamant, en dat merkt ook Eddie op. De vriendin van Vincent heet Carmen. Zij regelt de financiën als Vincent voor geld speelt. Via Carmen probeert Eddie meer te weten te komen over het jonge talent.
Eddie weet dat er veel geld te verdienen valt met poolen, maar dan moet je op de juiste momenten leren verliezen. Vincent is zo goed, dat niemand nog voor geld wil spelen. Eddie wil samen met Vincent en Carmen op stap gaan. Hij wil hen rijk maken en Vincent veranderen in de beste poolspeler.
Samen werken ze naar het grote pooltoernooi in Atlantic City toe, maar Eddie komt tot het besef dat hij een geldwolf geworden is. Hij heeft de liefde voor het poolen verloren en besluit Vincent en Carmen achter te laten. Eddie zondert zich af en probeert het nu zelf te maken als poolspeler. Wanneer hij in het eindtoernooi tegen Vincent moet spelen, lijkt dat voor Eddie de ultieme test.
Eddie wint nipt en voelt zich opperbest, maar dan komt hij te weten dat Vincent op hem had gegokt en hem dus had laten winnen. Om zijn eergevoel terug te veroveren, besluit Eddie nog één keer tegen Vincent te spelen.

## Rolverdeling
| Acteur                      | Personage           |
| --------------------------- | ------------------- |
| Paul Newman                 | "Fast" Eddie Felson |
| Tom Cruise                  | Vincent Lauria      |
| Mary Elizabeth Mastrantonio | Carmen              |
| Helen Shaver                | Janelle             |
| John Turturro               | Julian              |
| Bill Cobbs                  | Orvis               |
| Forest Whitaker             | Amos                |
| Elizabeth Bracco            | Diane               |
| Bruce A. Young              | Moselle             |

## Productie
Begin jaren 1960 vertolkte acteur Paul Newman de poolspeler Edward "Fast Eddie" Felson in The Hustler (1961), een verfilming van de gelijknamige roman uit 1959 van Walter Tevis. In 1984, enkele maanden voor zijn overlijden, bracht de auteur met The Color of Money een vervolg op The Hustler uit. Newman wilde het boek verfilmen en opnieuw in de huid kruipen van Felson. Zowel Tevis zelf als Darryl Ponicsan vormde het boek om tot een scenario.
In september 1984 nam Newman, die de rechten op Ponicsans scenario had, contact op met regisseur Martin Scorsese, die hij bewonderde na het zien van diens boksfilm Raging Bull (1980). Scorsese was bereid om mee te werken, maar was niet onder de indruk van Ponicsans scenario omdat het een te letterlijke sequel van The Hustler was. Ponicsan kreeg nog een kans om het script aan te passen, maar toen dat geen verbetering bleek te zijn, werd hij aan de kant geschoven. Daarop schakelde Scorsese auteur en scenarist Richard Price in om een andere achtergrond voor het personage Felson te creëren. In februari 1985 hadden Scorsese en Price een ontmoeting met Newman in diens woning in Malibu, waar ze samen een nieuw verhaal bedachten. Vervolgens werkten de regisseur, acteur en scenarist bijna een jaar nauw samen aan het script. Op een gegeven moment probeerde het drietal om het personage Minnesota Fats, die in The Hustler vertolkt werd door Jackie Gleason, te laten terugkeren. Gleason weigerde echter mee te werken aan het project omdat hij vond dat zijn personage pas in laatste instantie aan het scenario was toegevoegd.

### Casting
Voor het personage Vincent Lauria dacht Newman aan Tom Cruise, die enkele jaren eerder auditie had gedaan om de zoon van Newmans personage in Harry & Son (1984) te mogen spelen. Scorsese, die de jonge acteur aan het werk had gezien in All the Right Moves (1983), ging akkoord. Mary Elizabeth Mastrantonio, die eerder als figurante had meegewerkt aan The King of Comedy (1982) van Scorsese, werd gecast als Carmen, de vriendin van Vincent.
De filmmakers stelden de sequel voor aan 20th Century Fox, dat in 1961 ook The Hustler had uitgebracht. Fox was aanvankelijk enthousiast, maar na het vertrek van voorzitster Sherry Lansing, was de studio niet langer tevreden met het scenario van Price en wilde het andere hoofdrolspelers dan Newman en Cruise. Fox haakte af en ook Columbia Pictures wilde het project niet verfilmen. Uiteindelijk belandde het project via Michael Eisner en Jeffrey Katzenberg bij Touchstone Pictures, een dochteronderneming van Walt Disney Studios. Newman zag een samenwerking met Disney niet zitten en ging pas akkoord nadat Eisner beloofd had dat de studio zich niet zou bemoeien met het werk van Scorsese. Zowel Scorsese als Newman stelde een derde van zijn loon garant voor het geval de productie meer zou kosten dan gepland was. De filmmakers kregen een budget van 14,5 miljoen dollar en 50 opnamedagen, maar slaagden er uiteindelijk in om het project af te ronden in 49 dagen en slechts 13 miljoen dollar uit te geven.

### Opnames

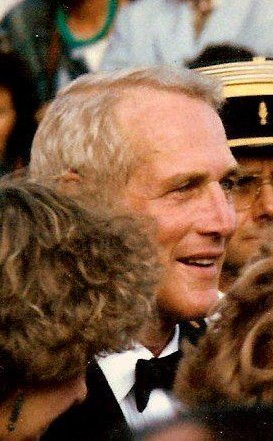
Paul Newman won in 1987 een Oscar voor zijn hoofdrol.

In februari 1985 huwde Scorsese met Barbara De Fina, die nadien de producente van het project werd. De andere producent was Irving I. Axelrad, een vriend van Newman en tevens diens advocaat. De opnames gingen in januari 1986 van start. Scorsese filmde ditmaal niet in zijn geboortestad New York, maar koos voor Chicago, dat over meer interessante poolcafés beschikte.
Het camerawerk werd geleid door Michael Ballhaus, voor wie het zijn tweede samenwerking met regisseur Scorsese was. De regisseur verklaarde later dat bepaalde technieken en belichtingen in The Color of Money geïnspireerd werden door Black Narcissus (1947), een film van zijn mentor Michael Powell en Emeric Pressburger. Vooral de extreme close-ups van het personage Vincent Lauria waren gebaseerd op de manier waarop de nonnen in Black Narcissus in beeld werden gebracht. Cruise en Newman bereidden zich op hun rol voor door enkele weken te trainen onder de hoede van poolspeler Mike Sigel. In de film voerde Cruise de meeste shots zelf uit. Enkel een jump shot, waarbij een bal over twee andere ballen moest vliegen, werd uitgevoerd door Sigel. Ook poolspeelster Ewa Mataya Laurance was als technisch adviseur bij de productie betrokken en voerde enkele shots uit.

### Release en nominaties
Tijdens de opnames, op 24 maart 1986, kreeg Newman een ere-Oscar voor zijn volledige carrière. De acteur bleef op de set in Chicago en bedankte de Academy of Motion Picture Arts and Sciences via een satellietverbinding. Volgens producent Axelrad had Newman de erkenning bijna geweigerd, omdat de prijs volgens hem suggereerde dat hij oud en afgeschreven was.
In oktober 1986 ging de film in première. De film sleepte vier Oscarnominaties in de wacht, waaronder een nominatie voor Newman. Omdat hij in 1986 al een ere-Oscar had ontvangen, ging hij ervan uit dat hij niet zou winnen en stuurde hij Robert Wise in zijn plaats naar de prijsuitreiking. Op 30 maart 1987 won Newman de Oscar voor beste acteur. Hij trad zo in de voetsporen van Henry Fonda, die in 1982 ook een Oscar had gewonnen nadat hij een jaar eerder met een ere-Oscar was bekroond.

## Prijzen en nominaties
Een overzicht van de belangrijkste prijzen en nominaties:
| Jaar | Prijs                    | Categorie                            | Genomineerde(n)             | Uitslag     |
| ---- | ------------------------ | ------------------------------------ | --------------------------- | ----------- |
| 1986 | National Board of Review | Top 10 films van het jaar            | Top 10 films van het jaar   | Genomineerd |
| 1986 | National Board of Review | Beste acteur                         | Paul Newman                 | Gewonnen    |
| 1987 | Golden Globes            | Beste acteur in een hoofdrol (drama) | Paul Newman                 | Genomineerd |
| 1987 | Golden Globes            | Beste actrice in een bijrol          | Mary Elizabeth Mastrantonio | Genomineerd |
| 1987 | Academy Awards           | Beste acteur in een hoofdrol         | Paul Newman                 | Gewonnen    |
| 1987 | Academy Awards           | Beste actrice in een bijrol          | Mary Elizabeth Mastrantonio | Genomineerd |
| 1987 | Academy Awards           | Beste scenario (adaptatie)           | Richard Price               | Genomineerd |
| 1987 | Academy Awards           | Beste art direction / set decoration | Boris Leven, Karen O'Hara   | Genomineerd |

## Trivia
- De voice-over tijdens de openingsscène is van regisseur Martin Scorsese. Scorsese is ook tijdens het grote pooltoernooi te zien als figurant.
- Ook Iggy Pop is te zien in een kleine cameo.
- Paul Newman zei dat het beste advies dat Scorsese hem tijdens grappige scènes gaf, was: "Probeer niet grappig te zijn."